# Eudioctria albius
Eudioctria albius là một loài ruồi trong họ Asilidae. Eudioctria albius được Walker miêu tả năm 1849.